# Jonathan Santana
Jonathan Santana Ghere (* 19. Oktober 1981 in Buenos Aires, Argentinien) ist ein ehemaliger argentinisch-paraguayischer Fußballspieler.

## Leben

### Verein
Santana startete seine Karriere 1998 in der argentinischen dritten Liga beim CA San Telmo, aus dessen Jugendmannschaft er stammt. Nach einem Jahr beim Zweitligisten Club Almagro wechselte er im Sommer 2001 in Primera División zu CA San Lorenzo de Almagro. Mit dem Hauptstadtclub gewann er im selben Jahr den Copa Mercosur. Da er sich aber im Team noch nicht durchsetzen konnte und im ersten Jahr nur dreimal in der Liga zum Einsatz kam, wurde er an den unterklassigen Nachbarverein CA Nueva Chicago ausgeliehen, wo er Stammspieler wurde. Nach seiner Rückkehr im Sommer 2003 wurde er auch zu einer festen Größe im zentralen Mittelfeld bei San Lorenzo. Im Sommer 2005 wechselte er erneut innerhalb von Buenos Aires zum argentinischen Spitzenclub River Plate.
Nach einem Jahr dort verließ Santana Argentinien und ging zur Saison 2006/07 nach Europa zum deutschen Erstligisten VfL Wolfsburg. Der Wechsel kam aufgrund eines Kooperationsvertrags zwischen den beiden Vereinen zustande, der seit 2004 besteht. In den ersten beiden Jahren kam der Argentinier zwar regelmäßig in der Bundesliga zum Einsatz, konnte sich aber nicht als Stammspieler durchsetzen. Er kam in zwei Jahren dort auf 28 Einsätze, von denen er nur 16 durchspielte. Nachdem sich auch im dritten Jahr ein ähnlicher Saisonverlauf andeutete, wechselte er in der Winterpause der Saison 2008/2009 auf Leihbasis zurück in sein Geburtsland zu seinem ehemaligen Verein CA San Lorenzo.
Santana wechselte in der Saison 2010/11 in die Türkei zu Kayserispor. Nach eineinhalb Jahren in der Türkei wechselte in sein Heimatland Paraguay zu Club Libertad bis zum Ende der Saison 2012. Danach folgte die Rückkehr in sein Heimat- und Geburtsland Argentinien, für ein Jahr bei Independiente Avellaneda, ab 2013 spielte er bei Belgrano Córdoba. Er beendete 2020 seine Karriere in Paraguay.

### Nationalmannschaft
Im Juni 2007 nahm Santana, dessen Mutter aus Paraguay stammt, neben der argentinischen auch die paraguayische Staatsbürgerschaft an, um für die Nationalmannschaft Paraguays spielen zu können, für die er bei der Copa América 2007 auflief. Ebenfalls wurde Santana für den endgültigen Kader der WM 2010 in Südafrika berufen, in der er allerdings nur sporadisch zum Einsatz kam. Santana schied mit Paraguay im  Viertelfinale aus. Paraguay konnte lediglich durch den späteren Weltmeister Spanien knapp mit 1:0 besiegt werden, nachdem beide Seiten einem Elfmeter aus dem Spiel heraus verschossen hatten.

## Titel und Erfolge
- Copa Mercosur 2001 mit CA San Lorenzo
- Deutscher Meister 2008/09 mit dem VfL Wolfsburg